# Jęczmień płonny
Jęczmień płonny (Hordeum murinum L.) – gatunek zbóż z rodziny wiechlinowatych. Jest gatunkiem rodzimym w basenie Morza Śródziemnego, zachodniej Azji, środkowej i wschodniej Europy. Rośnie introdukowany w północnej Europie, wschodniej Azji, na obu kontynentach amerykańskich, w południowej Afryce, w Australii i Nowej Zelandii. We florze Polski ma status zadomowionego antropofitu. Występuje często w zachodniej i środkowej części kraju, rzadziej w południowo-wschodniej, zanika zaś w północno-wschodniej.

## Morfologia

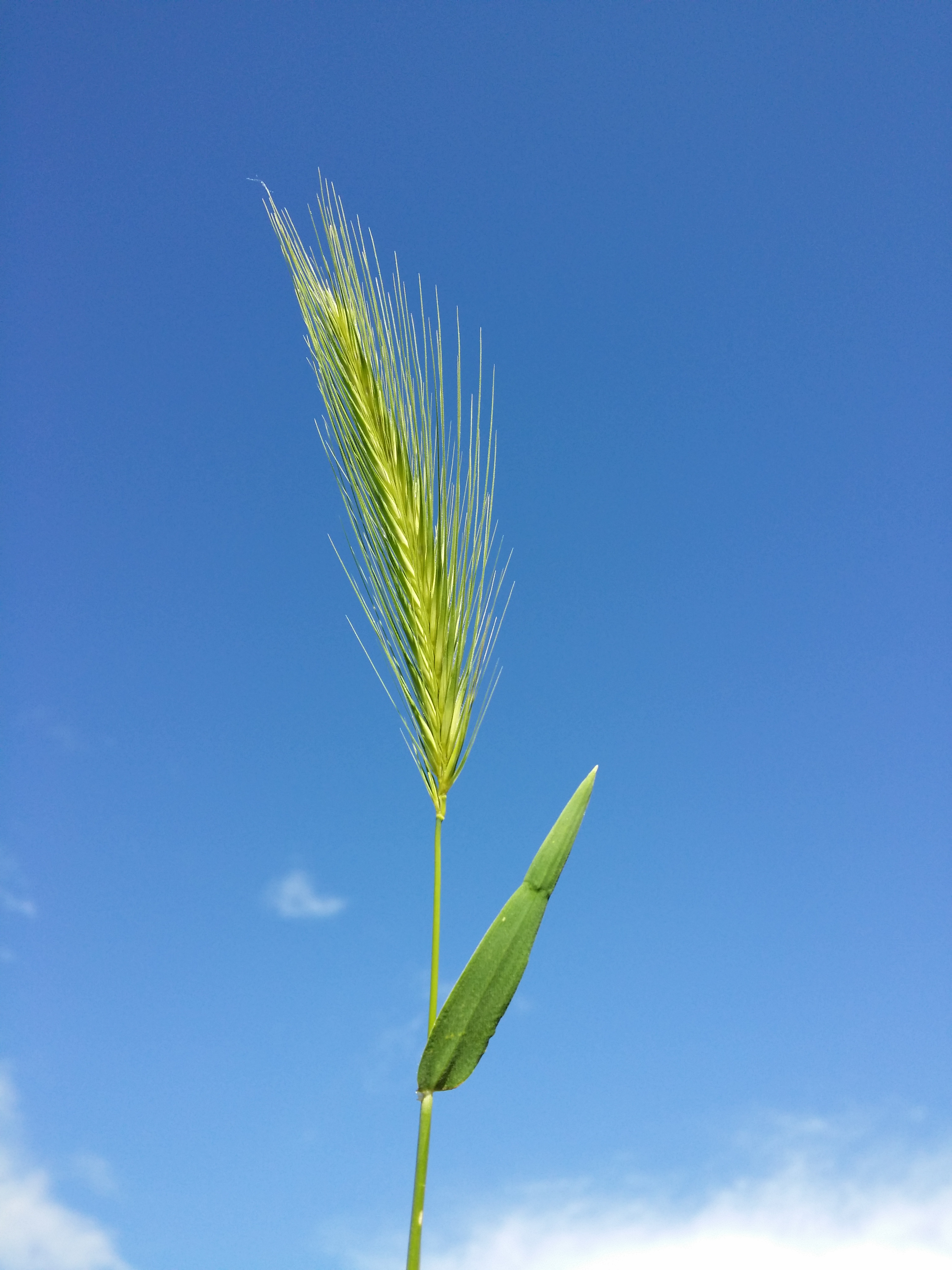
Kłos

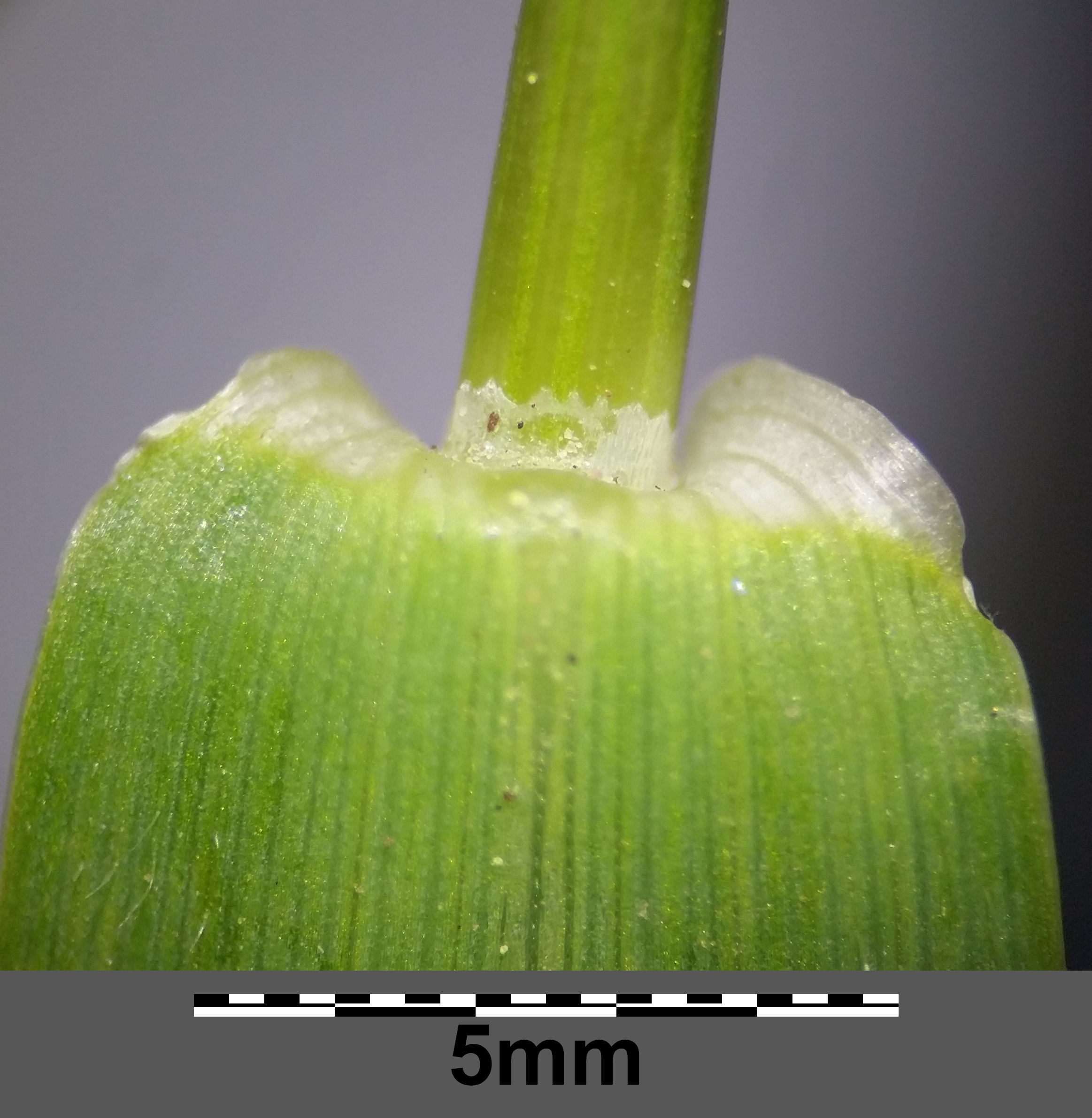
Języczek liściowy

ŁodygaŹdźbło o wysokości 20–50 cm.
KwiatyZebrane w gęste i wzniesione kłosy o długości 6–10 cm oraz grubości 1 cm. Plewki dolne są znacznie krótsze od ości.

## Ekologia
Rośnie w miejscach ruderalnych, na obrzeżach dróg, na przypłociach. Porasta suche i ciepłe stanowiska (roślina z regionu śródziemnomorskiego).

## Zmienność
W obrębie gatunku wyróżnia się trzy podgatunki:
- Hordeum murinum subsp. glaucum (Steud.) Tzvelev
- Hordeum murinum subsp. leporinum (Link) Arcang.
- Hordeum murinum subsp. murinum